# マルティーグ
マルティーグ （フランス語:Martigues、プロヴァンサル語:Lo Martegue）は、フランス、プロヴァンス＝アルプ＝コート・ダジュール地域圏、ブーシュ＝デュ＝ローヌ県のコミューン。

## 地理

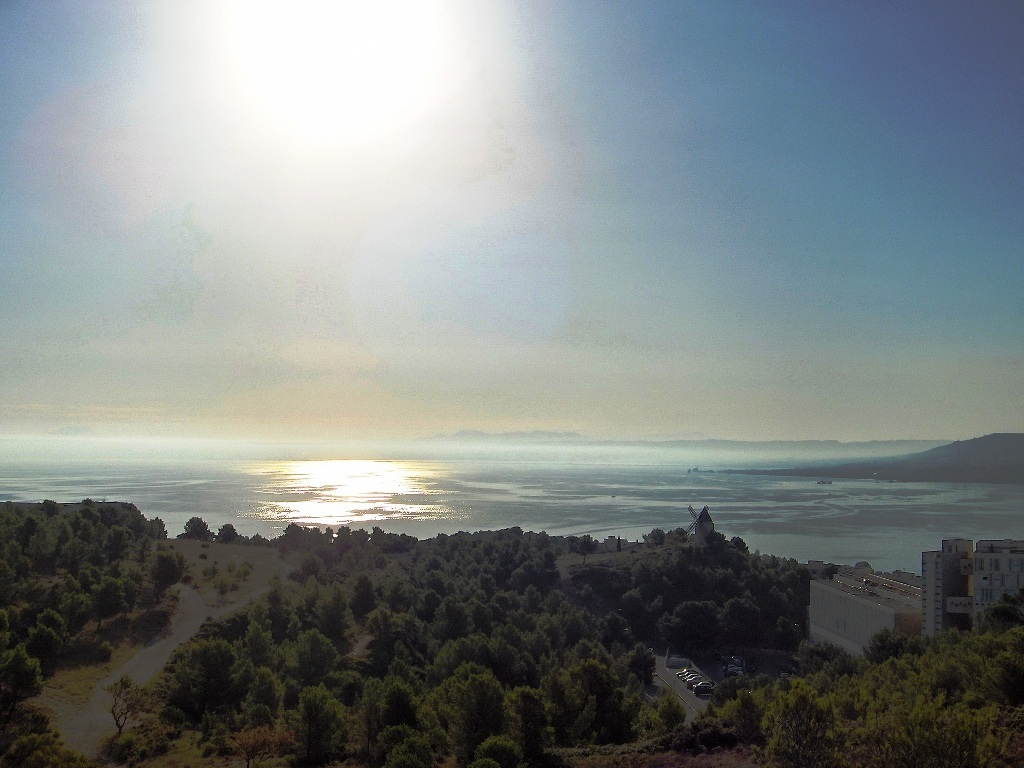
ノートルダム・デ・マラン教会から眺めたベール湖

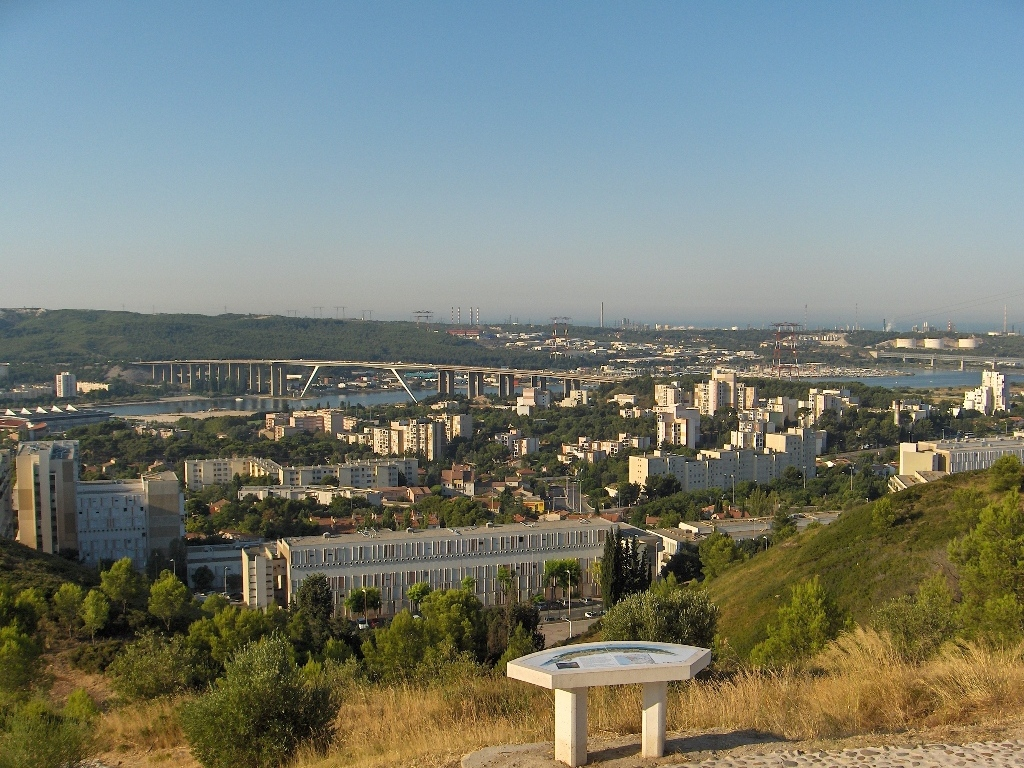
カロント運河に架かる高架橋はオートルート 55の道路となっている。背景はラヴェラにある石油化学コンビナート

マルティーグはベール湖の南西に位置し、湖と地中海とを結ぶカロント運河の両岸に広がる。別名を『プロヴァンスのヴェネツィア』（Venise Provençale）という。3つの地区がある他、南のコート・ブリュ海岸からサン＝ピエール＝レ＝マルティーグ、サン＝ジュリアン＝レ＝マルティーグ、ラ・クーロンヌ、キャロ、ラヴェラ、北端のクロワ＝サントといったヴィラージュが続く。コミューンの南西はフォス湾、北東はベール湖である。7144ヘクタールの面積のうち森林は697ヘクタール、40kmの海岸線を持つ。
コミューンの全体に露出している地質は、粘土と石灰岩からなる。
コミューン内を交差する重要な河川はない。北に2つ、南に2つ、小さな小川がある。

## 交通
- 道路 - コミューン内を主要道路3本が通過する。A55はマルセイユとマルティーグの間を走る。A55は、国道568号線を通じてフォス＝シュル＝メール、ポール＝ド＝ブークへつながる。県道5号線はマルティーグ、イストルとの間をつなぐ。
- 鉄道 - マルティーグ駅（ラヴェラ駅とも）。

## 由来
マルティーグの語源は古いラテン語のマルティクム（Marticum）である。-martは前インド＝ヨーロッパ語で岩を意味しており、そこにラテン語の接尾辞-cumが付けられた。

## 歴史
考古学上の発掘から、新石器時代の定住地跡が見つかっている。これらの場所からは丸砥石や斧といった石器が見つかっている。紀元前1800年頃には、これらの場所は壁で覆われるようになった。葬祭用品もこの時代に見つかっている。紀元前1500年頃には、アルビオンやサランといった地ではピロティ式住居跡や家具などの発掘品から湖上生活者が現れたことがわかっている。
紀元前7世紀には都市と呼べるものが出現した。マルティーグの地にはケルト＝リグリア系のアウァティ人（fr）が定住した。
民族移動時代に蛮族の侵入が相次ぐと、住民たちは島や周辺から高台へ移り住むようになった。漁村であるサン＝ジュニは540年には存在したことがわかっている。1078年、ボー卿、マルセイユ子爵、プロヴァンス伯爵、アルル大司教らは、マルティーグの島に城を築くのに同意した。紛争が最終的にこれらの人物の間で勃発した。
最初、サン＝ジュニが領主であるフォス領主に自治の拡大を求めたが、拒否された（1218年）。この一帯は、マルセイユ、アルル大司教、プロヴァンス伯爵の間の権力闘争に発展した。レーモン・ベランジェ4世はプロヴァンス支配に苦労することとなった。最後のプロヴァンス伯であったナポリ女王ジョヴァンナ1世が死去すると、マルティーグを含むプロヴァンスはフランス王領に組み込まれた。この時代に、マルティーグは商業都市としても封建領土としても発展を始めた。ベール湖のほとりにあった小さなユダヤ人コミュニティーは、事態が急変し穀物貿易を管理することができなくなってしまった。それは地元の領主とイタリア人商人たちとの激しい争いのためだった。さらに、14世紀に台頭したプロヴァンスにおける反ユダヤ主義によって、彼らの多くが職を失った。彼らは最終的にアルルとマルセイユに移動していった。地元の貿易は、湖の周囲の領主たちと聖職者たちの手で完全に管理されることとなった。彼らはアヴィニョンやマルセイユに拠点をおくジェノヴァ商人やフィレンツェ商人と交渉していた。
1526年6月1日、フランソワ1世はマルティーグの海域における漁業権をマルセイユの漁民に与えた。1536年、マルティーグは海側からジェノヴァ軍の侵攻を受けた。1560年、マルティーグのまちは監視塔でもある時計塔の建設し、防衛を強化した。
フランス革命前夜のマルティーグは、人口が7000人を超えるプロヴァンス第7の都市だった。プロヴァンスの主要都市であったが、現在のマルティーグは漁業の依存が大きい。1789年、マルティーグ一帯は不作で飢饉が発生し、ベール湖が凍結するほど冬の気候が厳しいものとなった。住民たちはむしろ革命を支持したのである。
19世紀初頭、まちの経済は農業、漁業、海上貿易、塩田での塩生産で成り立っていた。1838年にはオリーブ油やワインを生産していた第二次世界大戦のドイツによる占領は1942年11月11日より始まった。ドイツ軍第338歩兵師団がマルティーグに移動し駐屯した。
1968年の市長フランシス・テュルカンの死去後、フランス共産党のポール・ロンバールが市長に当選した。彼は2008年まで7回再選された。彼のリーダーシップのもとで、まちは新たな工業地帯にひかれてやってきた人口を対象とした大きな事業、建設、設備投資を行い、成功した。

## 人口統計
| 1962年 | 1968年 | 1975年 | 1982年 | 1990年 | 1999年 | 2006年 | 2015年 |
| ------ | ------ | ------ | ------ | ------ | ------ | ------ | ------ |
| 21515  | 27945  | 38373  | 42037  | 42678  | 43497  | 46318  | 49403  |

参照元:1962年から1999年までは複数コミューンに住所登録をする者の重複分を除いたもの。それ以降は当該コミューンの人口統計によるもの。1999年までEHESS/Cassini、2006年以降INSEE

## スポーツ
- FCマルティーグ - プロサッカークラブ。1919年にSporting Club de Martiguesの名で発足。
- マルティーグ・バレーボール - 1985年創設のプロバレーボールクラブ。

## 出身者
- シャルル・モーラス
- ロッド・ファンニ
- クララ・アンリエット
- アンドレ＝ピエール・ジニャック
- ファブリス・ベゴルギ